# Allansford
Allansford – miasto w Australii, w stanie Wiktoria.